# Bianco Lunos Bogtrykkeri
Bianco Lunos Bogtrykkeri A/S var et dansk bogtrykkeri, der blev grundlagt i København i 1831 som "Bianco Luno & Schneider" af Bianco Luno og F.W. Schneider. I årene 1909 til det i 1998 blev overtaget af Levison+Johnsen+Johnsen a/s, var trykkeriet ejet af Carl Allers Etablissementer/Aller Press.
Bogtrykkeriet blev hurtigt kendt for kvalitetsmæssigt godt arbejde og Luno blev i 1847 kongelig hofbogtrykker. Det var på Bianco Lunos Bogtrykkeri, at personer som H.C. Andersen og Søren Kierkegaard fik trykt deres bøger og Historisk Tidsskrift blev også trykt her.